# Hylaeoneura lignei
Hylaeoneura lignei là một loài côn trùng trong họ Incertae Sedis (Homoptera) thuộc bộ Homoptera. Loài này được Lameere & Severin miêu tả năm 1897.